# Hugo av Toscana
Hugo av Bologna, död 1001, var en italiensk monark. Han var regerande markgreve i Toscana mellan 961 och 1001. 